# Christophe Mengin
Christophe Mengin (Cornimont, 3 settembre 1968) è un ex ciclista su strada e ciclocrossista francese, professionista dal 1995 al 2008.
Attivo sia su strada che nel ciclocross, ha vestito per dodici stagioni la divisa della Française des Jeux. In palmarès vanta la vittoria di due campionati francesi di ciclocross, di una tappa al Tour de France 1997 e del Gran Premio di Plouay 1999. Ha concluso la propria carriera il 12 ottobre 2008, dopo la Parigi-Tours.

## Palmarès

### Strada
- 1993

10ª tappa Corsa della Pace
- 1997

16ª tappa Tour de France
1ª tappa Tre Giorni di La Panne
- 1998

3ª tappa Vuelta a Castilla y León
- 1999

Grand Prix de Ouest-France
- 2003

Cholet-Pays de Loire
- 2007

4ª tappa Étoile de Bessèges

### Ciclocross
- 1997

Campionato francese
Prova di Lutterbach
- 1998

Campionato francese

## Piazzamenti

### Grandi giri
- Tour de France

1995: fuori tempo
1997: 48º
1998: 66º
1999: 70º
2000: 95º
2001: 102º
2002: 86º
2003: 110º
2004: 84º
2005: ritirato
2006: 131º
- Vuelta a España

1996: ritirato